# Loftus Perkins

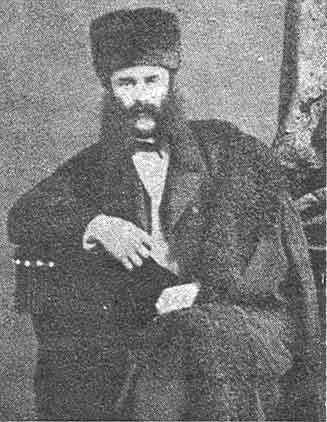
Loftus Perkins

Loftus Perkins (* 8. Mai 1834 in London; † 27. April 1891 in Kilburn) war britischer Maschinenbauingenieur und Erfinder im Bereich der Heiz- und Kühltechnik.

## Leben
Loftus Perkins wurde 1834 in der Great Corham Street, Russell Square, London als Sohn von Angier March Perkins geboren. Er heiratete 1866 Emily Patton (* 1838 in New York). Sie hatten zwei Söhne: Loftus Patton Perkins (* 1868; † 1940) und Ludlow Patton Perkins (* 1873; † 1928). Loftus Perkins starb 1891 in der 148, Abbey Road, Kilburn, London und wurde auf dem Kensal Green Cemetery bestattet.

## Werk
Von besonderer Bedeutung war seine 1865 patentierte Erfindung der stopped-end steam tube, die in der Anwendung im Dampfbackofen das Brotbacken in Bäckereien wesentlich erleichterte.
Zu seinen weiteren Erfindungen zählten:
- Polly Perkins – ein mobiler Dampfofen für die Britische Armee
- Traktoren mit Dampfantrieb
- The Anthracite – eine Yacht (70 Tonnen) mit Dampfantrieb
- Express – ein Dampfschiff (50 m)
- Arktos – eine Kühleinrichtung für Lebensmittel (1888)

## Ehrungen und Ämter
- Member of the Institution of Mechanical Engineers, 1861[3]